# Kubok SSSR 1944
La Kubok SSSR 1944 fu la 5ª edizione del trofeo. Vide la vittoria finale dello Zenit Leningrado, al suo primo titolo, che vinse in finale contro il CDKA Mosca.

## Formula
Con i campionati fermi a causa della seconda guerra mondiale fu questa la principale competizione calcistica in Unione Sovietica. La formula era quella dell'ultima edizione: turni ad eliminazione diretta, con gare di sola andata, eventuali supplementari in caso di parità al termine dei 90 minuti regolamentari e replay.
Il numero dei partecipanti fu molto ridotto rispetto alle precedenti edizioni.

## Primo turno
Le gare furono disputate tra il 30 luglio e il 2 agosto 1944.
| Squadra 1                | Risultato | Squadra 2           |
| ------------------------ | --------- | ------------------- |
| Dinamo Tbilisi           | [ 1 ]     | Dinamo Erevan       |
| Zenit Taganrog           | 1 – 5     | Dinamo Baku         |
| Zenit Leningrado         | 3 – 1     | Dinamo Mosca        |
| Kryl'ja Sovetov Kujbyšev | 1 – 5     | Lokomotiv Mosca     |
| Stachanovec Stalino      | 1 – 5     | Dinamo-2 Mosca      |
| CDKA Mosca               | 5 – 0     | Traktor Stalingrado |
| Zenit Sverdlovsk         | 2 – 11    | Dinamo Leningrado   |
| Traktor Chelyabinsk      | 4 – 6     | DKA Novosibirsk     |

## Ottavi di finale
Le gare furono disputate tra il 30 luglio e il 7 agosto 1944.
| Squadra 1         | Risultato   | Squadra 2             |
| ----------------- | ----------- | --------------------- |
| Dinamo Ivanovo    | 0 – 6       | Kryl'ja Sovetov Mosca |
| Torpedo Gor'kij   | 2 – 3       | Torpedo Mosca         |
| Lokomotiv Charkiv | 2 – 3       | Avauchilishche Mosca  |
| Dinamo Kiev       | 1 – 2 (dts) | Spartak Mosca         |
| DKA Novosibirsk   | 1 – 5       | Dinamo Leningrado     |
| CDKA Mosca        | 5 – 0       | Lokomotiv Mosca       |
| Dinamo Baku       | 2 – 1       | Dinamo Tbilisi        |
| Dinamo-2 Mosca    | 0 – 1       | Zenit Leningrado      |

## Quarti di finale
Le gare furono disputate tra il 13 e il 16 agosto 1944.
| Squadra 1         | Risultato | Squadra 2             |
| ----------------- | --------- | --------------------- |
| Torpedo Mosca     | 2 – 1     | Kryl'ja Sovetov Mosca |
| Spartak Mosca     | 1 – 0     | Avauchilishche Mosca  |
| Dinamo Leningrado | 1 – 4     | CDKA Mosca            |
| Zenit Leningrado  | 1 – 0     | Dinamo Baku           |

## Semifinali
Le gare furono disputate tra il 20 e il 23 agosto.
| Squadra 1     | Risultato | Squadra 2        |
| ------------- | --------- | ---------------- |
| CDKA Mosca    | 3 – 2     | Torpedo Mosca    |
| Spartak Mosca | 0 – 1     | Zenit Leningrado |

## Finale
| Mosca 27 agosto 1944, ore ?:?                                          | CDKA Mosca | 1 – 2 [http://www.sport-express.ru/art.shtml?136642 referto] | Zenit Leningrado | Stadio Dinamo (Mosca) (70000 spett.) |
| \| \| \| \| \| Grinin 35’ \| Marcatori \| 58’ Čučelov 68’ Sal'nikov \| |            |                                                              |                  |                                      |
|                                                                        |            |                                                              |                  |                                      |
| Grinin 35’                                                             | Marcatori  | 58’ Čučelov 68’ Sal'nikov                                    |                  |                                      |